# U.S. Route 76
Pour les articles homonymes, voir Route 76.
La U.S. Route 76 (US 76) est une US Route ouest–est dans le sud-est des États-Unis qui y parcourt 548 miles (882 km). Son terminus ouest est à la jonction avec la US 41 et le terminus est de la US 72 (Broad Street) à Chattanooga, Tennessee et son terminus est est à Wrightsville Beach, Caroline du Nord. Elle passe par les villes de Chattanooga, Tennessee, Ringgold, Géorgie, Columbia et Florence, Caroline du Sud et Wilmington, Caroline du Nord.

## Description du tracé
|       | mi     | km     |
| ----- | ------ | ------ |
| TN    | 8,90   | 14,30  |
| GA    | 150,70 | 242,50 |
| SC    | 297,90 | 479,40 |
| NC    | 79,00  | 127,00 |
| Total | 548,00 | 882,00 |

### Tennessee
Au Tennessee, la US 76 est une route se dirigeant vers le sud-est depuis le centre-ville de Chattanooga jusqu'à East Ridge et vers le sud jusqu'à la frontière avec la Géorgie. La US 76 forme un multiplex avec la US 41 sur tout son parcours au Tennessee, soit environ 8,9 miles (14,3 km).

### Géorgie
En Géorgie, la US 76 traverse le nord de l'état et passe par la Forêt nationale de Chattahoochee-Oconee et les régions montagneuses de l'état. Elle passe par les villes de Dalton, Chatsworth, Ellijay, Blue Ridge, Blairsville, Hiawassee et Clayton avant d'atteindre la frontière avec la Caroline du Sud.

### Caroline du Sud
La US 76 entre en Caroline du Sud alors qu'elle traverse la rivière Chattooga. Elle se dirige vers le sud-est en direction de Westminster. À Westminster, elle bifurque vers l'est en direction de Seneca et de Clemson. Depuis Clemson, la route reprend un alignement vers le sud-est pour atteindre Anderson. Elle rejoint la US 178 et passe par Belton et Honea Path, où elle se sépare de la US 178. Elle forme un court multiplex avec la US 25 à Princeton et continue son trajet vers l'est. Elle atteint Laurens et longe l'I-385 puis l'I-26 vers Columbia. Elle passe par Clinton, Newberry, Prosperity et Chapin. À Irmo, la US 76 forme un multiplex avec la US 176 et rejoint ensuite l'I-26. Après un échangeur avec l'I-20, la US 76 se sépare de l'I-26 et continue vers le centre-ville de Columbia en multiplex avec l'I-126.
Au terminus de l'I-126, la US 76 emprunte Elmwood Avenue, Bull Street, Gervais Street, Millwood Avenue et Devine Street avant de se diriger vers l'est en direction de Sumter. Le segment entre Columbia et Sumter est en multiplex avec la US 378. Depuis Sumter, la US 76 se dirige vers le nord-est en direction de Florence. La US 76 est l'artère principale de la ville. Elle continue vers l'est en passant par Marion et Mullins jusqu'à la frontière avec la Caroline du Nord.

### Caroline du Nord

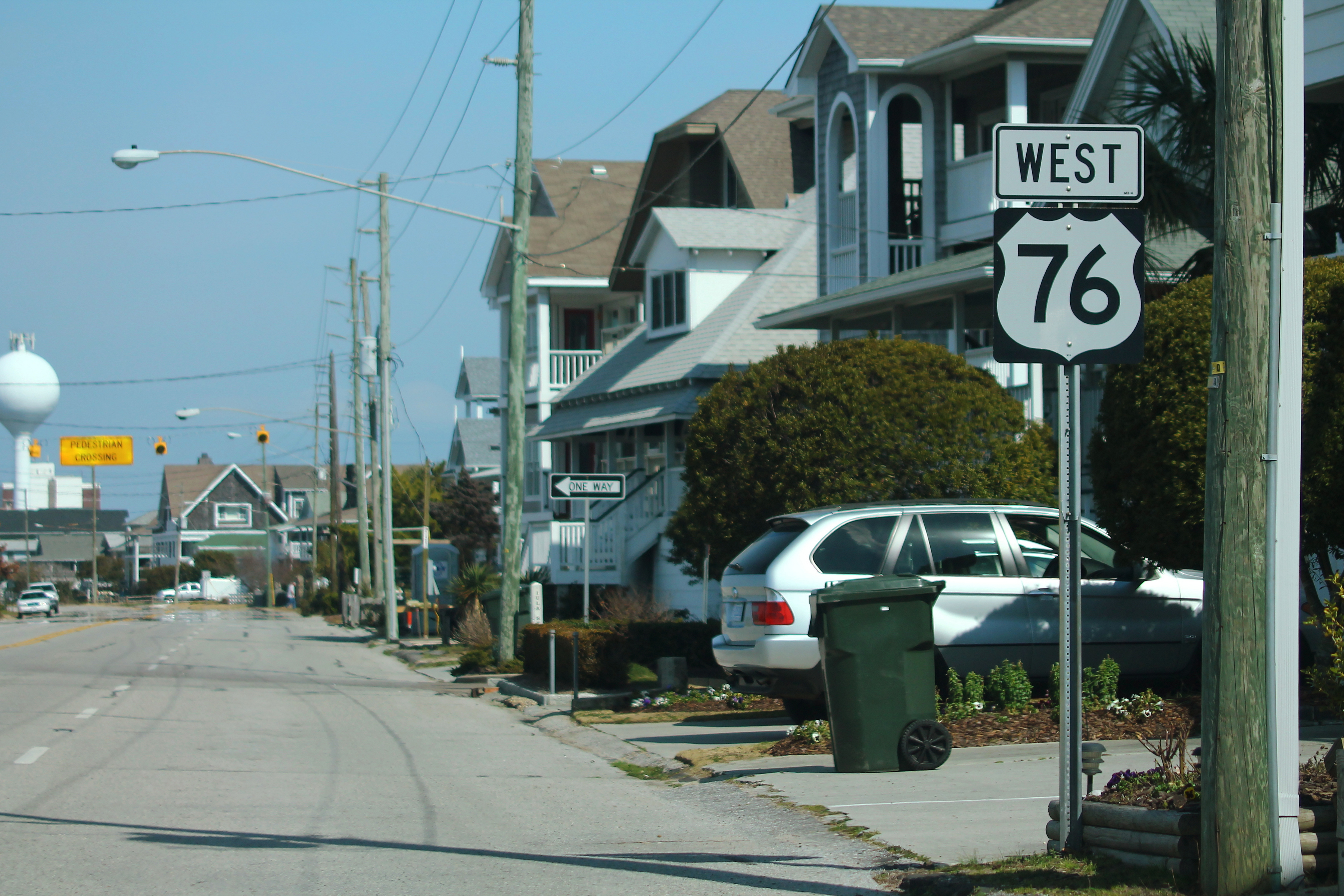
Panneau situé près du terminus est de la route à Wrightsville Beach.

La route entre en Caroline du Nord au sud de Fair Bluff. Elle se dirige vers l'est jusqu'à Chadbourn où elle rencontre la US 74 et forme un multiplex avec celle-ci jusqu'à Wilmington, en passant par Whiteville et Bolton. À Wilmington, elle traverse la ville en multiplex avec la US 17. Un peu avant de traverser à Wrightsville Beach, la US 17 / US 76 croise la US 74. La US 76 rejoint à nouveau la US 74 et les deux routes forment un multiplex jusqu'à Wrightsville Beach. Les deux routes se séparent peu après et la US 76 prend fin dans un cul-ce-sac au sud de la ville, sur South Lumina Avenue.

## Intersections majeures
Tennessee
 US 41 / US 72 à Chattanooga. La US 41 / US 76 forment un multiplex jusqu'à l'est de Dalton, Géorgie.
 US 11 / US 64 à Chattanooga. Les routes forment un multiplex dans la ville.
 I-24 à Chattanooga
 I-75 à East Ridge
Géorgie
 I-75 au sud-est de Ringgold
 I-75 à Dalton
 US 411 à Chatsworth. Les routes forment un multiplex jusqu'au sud de Chatsworth.
 US 19 / US 129 à Blairsville. Les routes forment un multiplex jusqu'au nord-est de Blairsville.
 US 23 / US 441 à Clayton. Les routes forment un multiplex dans la ville.
Caroline du Sud
 US 123 à Westminster. Les routes forment un multiplex jusqu'à Clemson.
 I-85 à Northlake
 US 178 à Northlake. Les routes forment un multiplex jusqu'à Honea Path.
 US 29 à Anderson. Les routes forment un multiplex dans la ville.
 US 25 au nord-ouest de Princeton. Les routes forment un multiplex jusqu'à Princeton.
 US 221 à Laurens
 US 176 au nord-ouest d'Irmo. Les routes forment un multiplex jusqu'à Irmo.
 I-26 à Irmo. Les routes forment un multiplex jusqu'à Columbia.
 I-20 aux limites entre Seven Oaks et St. Andrews
 I-126 à Columbia. Les routes forment un multiplex dans la ville.
 US 21 / US 176 / US 321 à Columbia. Les routes forment un multiplex dans la ville.
 US 1 / US 378 à Columbia. La US 1 / US 76 forment un multiplex dans la ville. La US 76 / US 378 forment un multiplex jusqu'à Sumter.
 I-77 à Columbia
 US 601 au nord d'Eastover
 US 521 à Sumter
 US 15 à Sumter
 US 401 à Sumter
 I-95 au sud-ouest de Florence
 US 52 à Florence
 US 301 à l'est de Florence. Les routes forment un multiplex jusqu'à Pee Dee.
 US 501 à Marion
Caroline du Nord
 Future I-74 / US 74 au nord-est de Chadbourn. L'I-74 / US 76 formeront un multiplex jusqu'au nord-est de Whiteville. La US 74 / US 76 forment un multiplex jusqu'à Wilmington.
 US 701 à Whiteville
 I-140 au nord-ouest de Leland
 US 17 à Leland. Les routes forment un multiplex jusqu'à Wilmington.
 US 421 à Wilmington. Les routes forment un multiplex dans la ville.
 US 117 à Wilmington.
 US 74 à Wilmington. Les routes forment un multiplex jusqu'à Wrightsville Beach.
Jack Parker Boulevard / Water Street à Wrightsville Beach

## Routes auxiliaires
- US 176, route ouest-est (en réalité nord-ouest vers sud-est) reliant Hendersonville, Caroline du Nord à Goose Creek, Caroline du Sud.
- US 276, route ouest-est (en réalité nord-ouest vers sud-est) reliant Cove Creek, Caroline du Nord à Mauldin, Caroline du Sud.